# 郑州黄河湿地自然保护区
郑州黄河湿地自然保护区，是郑州市境内的唯一自然保护区，于2004年11月经河南省人民政府批准建立，位于郑州市北部，西起巩义市的康店镇曹柏坡村，东至中牟县狼城岗镇东狼城岗村。长158.5公里，跨度23公里，总面积38007公顷。
郑州黄河湿地自然保护区不是国家级自然保护区，但建有郑州黄河国家湿地公园。

## 简介
保护区内现有217种陆生、野生脊椎动物，其中169种鸟类，21种兽类，10种两栖类，17种爬行类，10种属国家一级保护动物的鸟类，31种属国家二级保护动物的鸟类；有79种属中日候鸟保护协定中保护的鸟类，有23种属中澳候鸟保护协定中保护的鸟类；有维管束植物80科284属598种，占河南省植物总种数的14.6%。
区内水域宽阔、滩涂宽广、地型多样，是鸟类重要的繁殖地和越冬地，也是迁徙鸟类重要的停歇地。2006年冬，在该湿地途经和越冬的鸟类达四十多万只。
郑州黄河湿自然保护区管理中心于2006年3月20日成立，2007年2月1日增挂“郑州市野生动植物保护管理站”牌子。管理中心为事业单位，副县级规格，编制20名。